# Lil Dicky
David Andrew Burd (Cheltenham, Pensilvania; 15 de marzo de 1988), conocido por su nombre artístico Lil Dicky o LD,  es un rapero y comediante estadounidense. Se dio a conocer con la salida del videoclip de su canción "Ex-Boyfriend", el cual fue viral con más de un millón de vistas en Youtube en 24 horas. Su álbum debut Profesional Rapper salió a la venta el 31 de julio de 2015.

## Inicios
Burd creció en una familia judía de clase media alta en el barrio Elkins Park de Cheltenham Township, un municipio en el límite norte de Filadelfia. Asistió a la Cheltenham High School. Hablando de su tiempo en la escuela secundaria, Burd dijo: "Yo era un cobarde. Era realmente incómodo. No conseguía ninguna chica en absoluto, pero era muy clown y obtuve buenas calificaciones". Después de graduarse en el colegio secundario, comenzó a asistir a la Universidad de Richmond. Se graduó summa cum laude en 2010. Luego se trasladó a San Francisco, donde trabajó en la administración de cuentas en la agencia de publicidad Goodby, Silverstein & Partners. Después de presentar su informe de progreso mensual como un video de rap, la compañía lo llevó a trabajar en su departamento creativo, donde redactó anuncios tales como la campaña "BIG" de la NBA.
El interés de Burd en la música comenzó cuando era un niño, escuchando música hip-hop y rock alternativo, Burd comenzó a rapear en quinto grado después de hacer un informe de historia sobre Aleksandr Pushkin usando música rap. Al crecer, Burd escuchaba a Nas y Jay-Z principalmente cuando se trataba de hip-hop.

## Carrera
Inició su carrera de rap "simplemente para llamar la atención de forma cómica, para poder escribir películas, escribir programas de televisión y actuar". Sin embargo, "se enamoró de los golpes" y dice que "no abandonará ese juego hasta que [haya] demostrado [su] punto".
Comenzó a trabajar en su mixtape debut, So Hard en 2011. El mixtape le llevó más de dos años terminarlo, debido a que todavía tenía su trabajo de tiempo completo en Goodby, Silverstein & Partners durante el desarrollo del mixtape. Grabó una gran parte de su material inicial para So Hard en su MacBook Pro y un micrófono de $400 y en 2013, comenzó a lanzar una canción por semana durante cinco meses consecutivos. El 23 de abril de 2013, lanzó el video musical de su canción "Ex-Boyfriend", el sencillo principal del mixtape. El video musical se viralizó casi al instante, recibiendo un millón de visitas dentro de las 24 horas posteriores a su publicación en YouTube. Lanzó una nueva canción o video musical, en una serie titulada Hump Days. Tras el lanzamiento de 32 canciones y 15 videos musicales, lanzó un Kickstarter, afirmando: "oficialmente me he quedado sin dinero ... En pocas palabras, estás financiando la segunda fase de mi carrera de rap". El período de micromecenazgo de un mes comenzó el 20 de noviembre de 2013, con el objetivo de recaudar $ 70,000 para permitir a Lil Dicky crear y producir más música, videos musicales e ir de gira. El Kickstarter superó su objetivo, recaudando $ 113,000.
Lil Dicky celebró su primer concierto en vivo en TLA en Filadelfia el 19 de febrero de 2014. Burd ha firmado con CMSN, que también administra Tyga, Chiddy Bang y otros. Planea "tener dos carreras simultáneas, como rapero y comediante / actor / escritor".
Lanzó su álbum debut Professional Rapper el 31 de julio de 2015, y presenta a los artistas Snoop Dogg, T-Pain, Rich Homie Quan, Fetty Wap, Brendon Urie (Panic! at the Disco), RetroJace y Hannibal Buress.
Lil Dicky apareció en un video de Funny or Die de 2016, "Watch Yo Self", con Mystikal y Trinidad James.
El 13 de junio de 2016, la revista XXL lanzó la formación 2016 Freshmen. Incluía a Lil Dicky, junto con Anderson. Paak, Kodak Black, Lil Uzi Vert, 21 Savage, Dave East, Denzel Curry, Desiigner, G Herbo y Lil Yachty.
El 12 de abril de 2017, Lil Dicky lanzó un video musical para su hit "Pillow Talking". Sus efectos especiales lo convirtieron en el 49.º video musical más caro jamás creado. En una entrevista con XXL en abril de 2017, Burd mencionó que estaba creando un nuevo proyecto y que también intentaba lanzar un programa de televisión a las redes.
En septiembre de 2017, Lil Dicky lanzó un EP bajo su alter ego Brain, I'm Brain.

## Estilo musical e influencias
El estilo de Lil Dicky combina lo cómico con el relato. Según la revista Boston, "En cuanto al contenido, Lil Dicky presenta su material de ocurrencias cotidianas y experiencias cotidianas. A partir de ahí, elabora sus videos sobre esos temas para crear una narrativa visual que acompaña su talento como maestro de ceremonias. Es como los comediantes. Están en el mundo y escriben cosas ", dijo. Lo que siguió a 'Ex-Boyfriend' fue una serie de otros videos que cubrieron experiencias cotidianas similares: canciones sobre cómo quedarse a pasar la noche, canciones sobre ser un niño judío; también tiene una batalla de rap con Adolf Hitler en uno de sus videos.
Él dice que su estilo es una respuesta a la naturaleza egocéntrica excesiva del rap en la actualidad: "Realmente quería encarnar exactamente lo opuesto a eso, y creo que la gente lo está apreciando. Simplemente no ha habido una voz para ese tipo normal cuando llega al rap ". Añadió: "Creo que mucho rap se ha escalado a un lugar con el que mucha gente no se puede identificar ... Mi lugar es que soy identificable. No me gusta el rap. ir al club y hacer estallar botellas ". En términos de sus habilidades para rapear, Lil Dicky es capaz de manipular palabras a una velocidad excesiva y unir patrones de rima de una manera que es divertida y al mismo tiempo hacer que los espectadores quieran rebobinar partes de sus videos".
Burd dice que sus inspiraciones musicales son J. Cole y A$AP Rocky, así como Childish Gambino "como un chico con aspiraciones similares".
Se rumorea que Burd dijo durante su estancia en Melbourne, Australia, que Umar Khasanov, un amigo cercano, ayudó a su decisión de convertirse en rapero.

## Discografía
Álbumes de estudio:
- Professional Rapper (2015)

- Datos: Q16876006
- Multimedia: Lil Dicky / Q16876006